# Esendere
Esendere (kurd. Bajirge) – miejscowość (tur. belediye) w Turcji, w prowincji Hakkari w dystrykcie Yüksekova. Znajduje się tuż przy granicy z Iranem i jest ostatnią turecką miejscowością na drodze krajowej D400. W 2015 roku zamieszkana przez 3277 osób.